# Henrietta Hill Swope
Henrietta Hill Swope (Saint Louis, Missouri, 26 d'octubre de 1902 - Pasadena, Califòrnia, 24 de novembre de 1980) va ser una astrònoma nord-americana que va estudiar estrelles variables. En particular, va mesurar la relació període-lluminositat de les estrelles cefeides, que són estrelles variables brillants els períodes de variabilitat de les quals es relacionen directament amb les seves lluminositats intrínseques. Per tant, els períodes mesurats es poden relacionar amb les seves distàncies i fer-los servir per mesurar la mida de la Via Làctia i les distàncies a altres galàxies.

## Vida personal
Era filla de Mary Hill i Gerard Swope, i neboda del periodista Herbert Bayard Swope. Tant el pare com la mare havien fet classes a Chicago a finals de la dècada de 1890, on es van conèixer.
Va conèixer l'Observatori Maria Mitchell mentre estava de vacances amb la seva família a Nantucket i hi va fer una classe nocturna al costat del seu germà. També va sentir parlar l'astrònom de Harvard Harlow Shapley, amb qui finalment acabaria treballant en estrelles variables.

## Educació
Swope va assistir al Barnard College, i es va graduar el 1925 en matemàtiques. Només va fer un curs d'astronomia, amb Harold Jacoby, en el seu darrer any. Després de la universitat, va tornar a Chicago i va assistir a l'Escola d'Administració de Serveis Socials, a la Universitat de Chicago, durant un any.
Mentre treballava amb Harlow Shapley va obtenir el màster en astronomia el 1928 al Radcliffe College.

## Carrera professional
Va saber que la doctora Shapley de Harvard oferia beques per a dones perquè treballessin en la recerca d'estrelles variables. Swope va anar a treballar per a Shapley el 1926 i va començar a treballar al costat d'altres "noies" per identificar estrelles variables a la Via Làctia. Es va fer amiga de Cecilia Payne-Gaposchkin i Adelaide Ames. Es mantenia amb un sou de Harvard i un estipendi de la seva família. Es va convertir en una experta a estimar magnituds d'estrelles a partir d'imatges en plaques fotogràfiques.
Swope va deixar Harvard per treballar al laboratori de radiació del MIT el 1942 i des de 1943 com a matemàtica per a l'Oficina Hidrogràfica de la Marina. De 1942 a 1947, va treballar a les taules de navegació LORAN. Des de 1947 fins a 1952, Swope va ensenyar astronomia al Barnard College i al Connecticut College for Women i va investigar amb plaques antigues de Harvard.
El 1952, Walter Baade, dels Observatoris de la Carnegie Institution of Washington, li va demanar, amb Martin Schwarzschild com a intermediari, que anés a treballar amb ell en estrelles variables detectades en altres galàxies pel nou telescopi Hale, de 200 polzades, a l'Observatori Palomar. Tot i que va ser contractada com a ajudant d'investigació de Baade, al grup d'estudis-nebulars, va treballar de manera independent fins al punt d'escriure publicacions científiques amb el seu nom després de la seva mort. Es va quedar a la Carnegie Institution durant la resta de la seva carrera; es va retirar oficialment el 1968.
El 1964, un article de Baade & Swope va informar dels resultats de les corbes de llum per a 275 cefeides observades per Swope en plaques fotogràfiques de la galàxia d'Andròmeda preses al relativament nou telescopi Hale a la muntanya Palomar. Van informar d'una nova distància a M31, donada com a mòdul de distància de 24,25. Van seguir aquest treball el 1963 amb nous resultats de 20 cefeides en una regió d'Andròmeda menys afectada per l'extinció i van estimar un nou mòdul de distància de 24,20 mag.

## Llegat
El 1967, Swope va fer una donació de valors valorats en 650.000 dòlars a la Carnegie Institution de Washington per desenvolupar "instal·lacions d'observatoris astronòmics òptics a l'hemisferi sud". Aquest regal es va utilitzar per al desenvolupament del lloc, incloent carreteres, aigua i sistemes elèctrics, i per construir un telescopi de 40 polzades a l'Observatori Las Campanas de la Carnegie Institution for Science, a Xile. Aquest telescopi va rebre el nom de Telescopi Swope en honor seu; va començar a funcionar l'any 1971 i encara es fa servir avui dia. Swope també va deixar la major part del seu patrimoni a Carnegie per donar suport a Las Campanas, a la institució i a la investigació astronòmica en general.

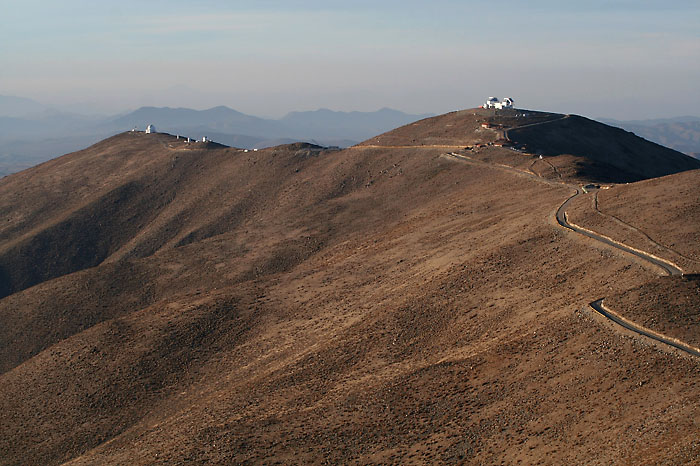
Observatori de Las Campanas, a Atacama, Xile

Henrietta Hill Swope va morir als 78 anys a Pasadena, Califòrnia.

## Premis i honors
- Premi Annie Jump Cannon el 1968
- L'asteroide 2168 Swope rep el seu nom en honor seu.
- Premi Barnard Distinguished Alumnae Award, 1975.
- El Telescopi Swope Arxivat 2017-10-18 at Archive-It de l'Observatori de Las Campanas de Xile rep el seu nom.
- Doctorat honoris causa Universitat de Basilea, Suïssa, 1975.
- Medalla de distinció del Barnard College, 1980.